# 아말 운동
아말 운동 또는 희망 운동(아랍어: حركة أمل,직역: 'Hope Movement', Ḥarakat Amal)은 레바논의 시아파 공동체와 관련된 레바논의 정당으로 무사 알사드르와 후세인 엘후세이니가 1974년 "박탈당한 자들의 운동"으로 창당하였다. 이 정당은 1980년부터 나비 베리가 이끌고 있다. 아말은 헤즈볼라, 진보사회당 등의 중도좌파 성향의 정당과 함께 3월 8일 동맹을 주도하고 있다.
아말 운동은 무사 알사드르의 실종 이후 시아파의 반발로 주목받았고, 1978년 이스라엘의 레바논 침공 이후 인기가 다시 상승했다. 1978~1979년의 이란 혁명 또한 이 정당에 추진력을 제공했다. 아말 운동은 의회 내에서 시아파가 주도하는 가장 큰 정당으로, 헤즈볼라의 13명보다 많은 14명의 의원을 보유하고 있다. 아말은 헤즈볼라와 동맹을 맺고 있다.

## 이름
이 운동의 현재 이름은 원래 "박탈당한 자들의 운동"의 민병대였던 "레바논 저항 연대"(아랍어: أفواج المقاومة اللبنانية)가 사용했던 것이다. 이 이름은 약칭으로 "아말"이 되었는데, 이는 아랍어로 "희망"을 의미한다.
친이란, 친시리아 성향을 띠고 있다.
이스라엘, 미국, 대한민국, 유럽연합, 영국, 프랑스, 사우디아라비아, UAE, 독일, 그리고 레바논의 팔랑헤주의 기독교 민병대 등은 아말 운동을 레바논의 헤즈볼라와 더불어 테러 단체로 취급하고 있다.

## 기원

### 하라카트 알마흐루민
하라카트 알마흐루민(아랍어: حركة المحرومين)은 이맘 무사 알사드르와 국회의원 후세인 엘후세이니가 1974년에 레바논 체제를 개혁하려는 시도로 설립했지만, 그 시작은 이맘 알사드르가 1969년에 모든 레바논 종교와 종파 간의 평등과 평화를 요구하며, 레바논의 어떤 지역에서도 "박탈당한" 종파가 남지 않도록 해야 한다고 선언한 데서 찾을 수 있다. 이는 당시 레바논의 시아파 공동체가 레바논 정부로부터 가장 빈곤하고 방치된 상태였음을 지적한 것이다.
팔머-하릭에 따르면, 이 운동은 그 지지 기반이 "전통적으로 정치적, 경제적으로 소외된" 시아파 공동체임을 인정하면서도, 모든 박탈당한 레바논인들을 위한 사회 정의를 추구하는 것을 목표로 했다. 이슬람 사상에 영향을 받았지만, 종교적 또는 이념적 노선보다는 공동체적 노선을 따라 사람들을 단결시키려는 세속 운동이었다.
이 운동은 여러 종파로부터 지지를 받았지만, 회원 구성은 주로 시아파 종파에 머물렀으며, 당시 전통적인 시아파 가문의 헤게모니에 대항하는 결정적인 시아파 세력으로 간주되었다.
베이루트의 그리스 가톨릭 대주교 그레구아르 하다드는 이 운동의 창립자 중 한 명이었다.
이 운동은 1975년에 현재의 아말 운동으로 흡수되었다.

### 레바논 저항 연대
1975년 1월 20일, 알사드르의 지도 아래 하라카트 알마흐루민의 군사 부문으로 '레바논 저항 연대'(아랍어: أفواج المقاومة اللبنانية | Afwaj al-Muqawama al-Lubnaniyya)가 결성되었는데, 이는 '레바논 저항 대대', '레바논 저항군의 대대', '레바논 저항 분견대', 그리고 프랑스어로는 'Battalions de la Resistance Libanaise (BRL)'로 다양하게 불렸으며, 약칭 아말(아랍어 أمل)로 대중적으로 알려지게 되었다.

## 아말 운동

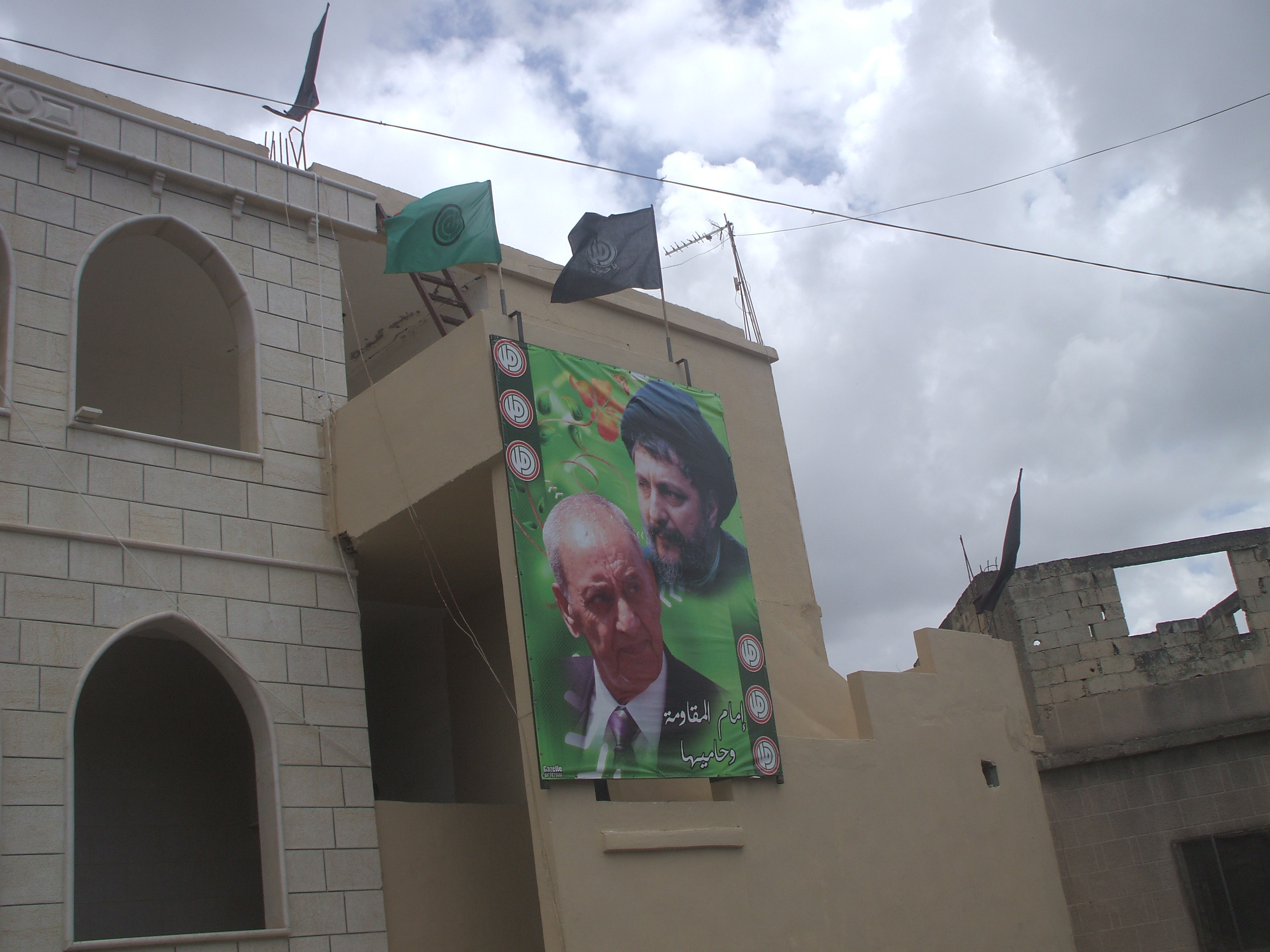
아말 운동의 두 주요 인물인 나비 베리와 무사 알사드르의 포스터

아말은 레바논 내전 기간 동안 가장 중요한 시아파 이슬람 민병대 중 하나가 되었다. 이 단체는 시리아의 지지와 연계를 통해 그리고 1980년대 초 이스라엘의 폭격 이후 남부 레바논에서 발생한 30만 명의 시아파 국내 난민들을 통해 강력해졌다. 아말의 실질적인 목표는 레바논의 시아파 인구에 대한 더 큰 존중을 얻고, 시아파가 지배적인 남부 지역에 대한 정부 자원 할당을 늘리는 것이었다.
전성기에는 14,000명의 병력을 보유했다. 아말은 레바논 내전 중 난민촌 전쟁이라고 불리는 팔레스타인 난민들과의 오랜 캠페인을 벌였다. 난민촌 전쟁 이후, 아말은 베이루트 통제권을 놓고 라이벌 시아파 단체 헤즈볼라와 유혈 전투를 벌여 시리아의 군사 개입을 초래했다. 헤즈볼라는 나비 베리가 전권을 장악하고 아말의 초기 멤버 대부분이 사임한 후 아말을 떠난 종교적인 구성원들에 의해 결성되었다.

### 연표
1975년 1월 20일 T5, 알사드르의 지도 아래 빼앗긴 자들의 운동의 군사 부문으로 '레바논 저항 분견대' 또는 영어로 '레바논 저항군 대대'가 결성된다. 1978년 창립자 알사드르는 리비아를 방문하던 중 의문의 상황에서 실종되었다. 그는 후세인 엘후세이니에 의해 아말의 지도자 자리를 계승했다.
1980년, 팔레스타인 게릴라들이 베이루트 외곽의 당시 사무총장 후세인 엘후세이니의 집으로 미사일을 발사하여 그를 암살하려 시도했다. 엘후세이니는 시리아의 압력에도 불구하고 레바논 내전에 개입하여 팔레스타인 해방기구나 다른 어떤 세력과도 싸우는 것을 거부했다.
이후 1980년 엘후세이니는 아말 지도부에서 사임하고 나비 베리로 교체되었으며, 이는 아말이 레바논 내전에 진입하는 계기가 되었다.
1982년 여름, 아말의 부대표이자 공식 대변인인 후사인 알무사위는 탈퇴하여 이슬람주의 이슬람 아말 운동을 결성했다.
1985년 5월, 베이루트의 사브라, 샤틸라, 부르지 알바라즈네 난민촌 통제권을 놓고 아말과 팔레스타인 캠프 민병대 사이에 격렬한 전투가 발발하여 1987년까지 지속된 이른바 "난민촌 전쟁"이 촉발되었다.
1985년 12월, 아말의 나비 베리, 드루즈 진보사회당 (PSP)의 왈리드 줌블라트, 레바논군의 엘리 호베이카는 다마스쿠스에서 삼자 협정을 체결했는데, 이는 레바논 문제에 대한 다마스쿠스의 강력한 영향력을 부여할 것으로 예상되었다. 이 협정은 호베이카의 축출로 인해 결코 발효되지 못했다.
두 달 후, 아말 민병대는 일주일간의 시가전, 포격 교환 및 약탈로 서베이루트에서 공산주의 (PLA)과 드루즈 (PSP) 라이벌에 의해 축출되었고, 이는 3년 반의 공백 끝에 2월 22일 시리아군이 베이루트로 돌아오는 결과를 초래했다.
1988년 2월 17일, 유엔 휴전 감시 기구 (UNTSO) 레바논 감시단의 미국인 단장인 윌리엄 R. 히긴스 중령은 아말의 남부 레바논 정치 지도자와 회담을 마친 후 티레와 나쿠라 사이에서 유엔 차량에서 납치되어 나중에 살해되었다. 아말은 이에 대응하여 남부에서 헤즈볼라에 대한 공세를 시작했다. 헤즈볼라가 그를 납치했다고 믿어졌지만, 헤즈볼라는 오늘날까지 이를 부인하며 자신들과 아말 운동 사이에 문제를 일으키기 위한 행동이었다고 주장한다.
1988년 4월 아말은 남부 레바논과 베이루트 남부 교외의 헤즈볼라 진지에 대한 전면적인 공격을 감행했다. 1988년 5월 초 헤즈볼라는 시기적절한 공격을 통해 베이루트의 시아파 교외 지역 80%를 장악했다.
1989년, 아말은 내전을 종식시키기 위해 타이프 협정 (주로 엘후세이니가 작성)을 수용했다.
1991년 9월, 1990년 10월 시리아 통제 하의 레바논 내전 종식 배경으로, 아말 병력 2,800명이 레바논군에 합류했다.

## 레바논 내전

### 난민촌 전쟁
난민촌 전쟁은 1980년대 중반 아말과 팔레스타인 단체들 사이에서 벌어진 논쟁적인 일련의 전투였다. 드루즈 성향의 진보사회당 (PSP), 좌익 세력, 그리고 헤즈볼라 또한 팔레스타인인들을 지지했으며, 시리아 정부는 아말을 지원했다.

#### 첫 전투 (1985년 5월)
대부분의 팔레스타인 게릴라들이 1982년 이스라엘 침공 중 추방되었음에도 불구하고, 팔레스타인 민병대는 이스라엘이 베이루트, 그리고 시돈과 티레에서 철수하면서 다시 발판을 되찾기 시작했다. 시리아는 이러한 부활을 다소 불안하게 여겼다. 같은 이념적 진영에 속했음에도 불구하고, 다마스쿠스는 대부분의 팔레스타인 조직을 거의 통제할 수 없었고, 팔레스타인 군사력 증강이 새로운 이스라엘 침공으로 이어질까 우려했다. 레바논에서 시아파-팔레스타인 관계는 1960년대 후반부터 매우 긴장 상태였다.
1984년 2월 다국적군이 베이루트에서 철수한 후, 아말과 PSP는 서베이루트를 장악했고, 아말은 베이루트와 남부의 캠프 주변에 여러 전초기지를 건설했다. 1985년 4월 15일, 아말과 PSP는 주요 레바논 수니 민병대이자 레바논 주둔 팔레스타인 해방기구의 가장 가까운 동맹이었던 알무라비툰을 공격했다. 알무라비툰은 패배했고 그들의 지도자 이브라힘 쿨레일라트는 망명길에 올랐다. 1985년 5월 19일, 베이루트의 사브라, 샤틸라, 부르지 알바라즈네 캠프 통제권을 놓고 아말과 팔레스타인인들 사이에 격렬한 전투가 발발했다.
1985년 5월 28일, 아말은 샤틸라에서 4명의 젊은 여성 팔레스타인 자살폭탄 테러범들에 의한 자살 공격을 당했다. 노력에도 불구하고 아말은 캠프를 장악할 수 없었다. 사망자 수는 수백 명에서 수천 명에 이르는 것으로 추정되며, 정확한 수치는 알 수 없다. 이로 인해 막대한 아랍의 압력이 가해져 6월 17일에 휴전이 이루어졌다.

#### 두 번째 전투 (1986년 5월)
상황은 계속 긴장되었고, 1985년 9월과 1986년 3월에 다시 전투가 발생했다. 1986년 5월 19일, 격렬한 전투가 다시 발발했다. 시리아가 제공한 새로운 무기에도 불구하고, 아말은 캠프를 장악할 수 없었다. 많은 휴전이 발표되었지만, 대부분 며칠 이상 지속되지 못했다. 1986년 6월 24일 시리아가 일부 병력을 배치한 후 상황이 진정되기 시작했다.

#### 세 번째 전투 (1986년 9월)
남부 지역에는 시아파와 팔레스타인인이 모두 존재하는 긴장 상태가 있었다. 이는 잦은 충돌로 이어졌다. 1986년 9월 29일, 라시디예 캠프(티레)에서 전투가 발발했다. 분쟁은 즉시 시돈과 베이루트로 확산되었다. 팔레스타인군은 라시디예로 가는 길을 열기 위해 시돈 동쪽 언덕에 있는 아말 통제하의 마을 마그두셰를 점령했다. 시리아군은 아말을 도왔고, 이스라엘은 마그두셰 주변의 팔레스타인 해방 기구 진지에 공습을 시작했다.
1986년 12월 15일 아말과 친시리아 팔레스타인 단체들 사이에 휴전이 협상되었지만, 야세르 아라파트의 파타는 이를 거부했다. 파타는 일부 진지를 헤즈볼라와 무라비툰에게 넘겨 상황을 진정시키려 했다. 상황은 한동안 비교적 진정되었지만, 캠프에 대한 폭격은 계속되었다. 베이루트에서는 캠프 봉쇄로 인해 캠프 내 식량과 의약품이 극심하게 부족해졌다.
1987년 초, 전투는 팔레스타인인들을 지지하는 헤즈볼라와 PSP로 확산되었다. 수많은 전투에서 승리한 PSP는 서베이루트의 상당 부분을 빠르게 장악했다. 그 결과, 시리아는 1987년 2월 21일부터 서베이루트를 점령했다. 1987년 4월 7일, 아말은 마침내 포위를 풀고 캠프 주변의 진지를 시리아군에게 넘겼다. 뉴욕 타임스에 따르면 (1992년 3월 10일, 레바논 경찰 통계를 인용), 전투에서 3,781명이 사망했다.

### 형제의 전쟁
1988년 2월 17일, 유엔 휴전 감시 기구 (UNTSO) 레바논 감시단의 미국인 단장 윌리엄 R. 히긴스 대령은 티레와 나쿠라 사이에서 아말의 남부 레바논 정치 지도자인 압드 알마지드 살레와의 회담을 마친 후 그의 유엔 차량에서 납치되었다. 곧 "셰이크 알무사위, 헤즈볼라의 이슬람 저항군 사령관이 셰이크 압둘 카림 오베이드, 헤즈볼라 군사 부문의 지역 사령관, 그리고 무스타파 알디라니, 아말 보안 서비스의 전 수장과 긴밀히 협력하여 히긴스 중령 납치에 개인적으로 책임이 있음이 분명해졌다."
이는 헤즈볼라가 아말에게 직접적인 도전을 한 것으로 간주되었고, 아말은 이에 대응하여 남부에서 헤즈볼라에 대한 공세를 시작하여 "결정적인 군사적 승리를 거두어 ... 여러 헤즈볼라 성직자들을 베카로 추방했다". 그러나 전투가 격렬했던 베이루트 남부 교외에서는 헤즈볼라가 훨씬 더 성공적이었다. "헤즈볼라와 이란 파스다란 내의 요소들이 아말 고위 관리들을 암살하고 아말 검문소와 중심지에 대한 작전을 수행하기 위한 공동 사령부를 설립했다."
5월까지 아말은 큰 손실을 입었고, 그 구성원들은 헤즈볼라로 이탈하고 있었으며, 6월까지 시리아는 아말을 패배에서 구하기 위해 군사적으로 개입해야 했다. 1989년 1월, 헤즈볼라와 아말 간의 "맹렬한" 전투는 시리아와 이란의 개입으로 휴전이 성사되었다. "이 협정 하에 아말의 남부 레바논 보안에 대한 권한이 인정되었고, 헤즈볼라는 정치, 문화, 정보 프로그램을 통해 비군사적 존재를 유지할 수 있도록 허용되었다."

## 전쟁 이후의 아말
아말은 1990년 이후 시리아의 강력한 지지자였으며, 레바논 내 시리아군의 주둔을 지지했다. 2005년 라피크 하리리 암살 이후, 아말은 시리아군의 철수에 반대했으며, 삼나무 혁명에 참여하지 않았다.
1992년 이래 이 정당은 레바논 의회와 정부에 대표를 두고 있다. 아말의 적들은 종종 주요 지도자들의 부패를 비판한다. 나비 베리는 1992년, 1996년, 2000년, 2005년, 2009년, 2016년에 의회 의장으로 선출되었다. 2018년 레바논 총선 이후, 아말은 128석의 레바논 의회에서 17명의 의원을 확보했다. 이는 2009년 선거의 13명, 2005년 선거의 14명, 2000년 선거의 10명, 1996년 선거의 8명, 1992년 선거의 5명에서 증가한 수치이다.
아말 관계자들에 따르면, 당의 무장대원들은 2006년 레바논 전쟁 중 "전투가 시작된 이래 모든 주요 전투에 참여했다"고 하며, 최소 8명의 대원이 사망한 것으로 보고되었다.
아말의 군사 부문은 11월에 이스라엘 군 막사에 대한 공격을 시작하며 2023년 이스라엘-레바논 국경 충돌에 참여하기 시작했다. 그 후 한 명의 대원이 랍 살라틴 마을에 대한 이스라엘 포격으로 사망했다. 또 다른 전투원은 8월에 히얌 마을에서 이스라엘군의 차량 공격으로 사망했다. 아말 군사 부문의 정예 부대인 알 아바스 부대 소속 전투원 2명이 2024년 10월 레바논을 침공한 이스라엘군과의 전투에서 사망했다.
2025년 2월, 레바논 총리 나와프 살람은 24명의 장관으로 구성된 정부를 발표했는데, 아말 운동은 재정부(야신 자베르 장관), 환경부(타마라 알제인 장관), 행정 개발부(파디 마키 장관) 등 세 개 부처를 장악했다. 파디 마키는 총리에 의해 임명되었지만 아말에 가깝다.

## 총선 요약
| 선거 연도 | 전체 득표수  | 전체 득표율 | 전체 의석수 | +/– | 지도자    | 지도자      |
| --------- | ------------ | ----------- | ----------- | --- | --------- | ----------- |
| 1992      |              |             | 17 / 128    | 17  | 나비 베리 | 테두리 없음 |
| 1996      |              | 6.25%       | 21 / 128    | 4   | 나비 베리 | 테두리 없음 |
| 2000      |              | 7.81%       | 16 / 128    | 5   | 나비 베리 | 테두리 없음 |
| 2005      |              | 10.93%      | 14 / 128    | 2   | 나비 베리 | 테두리 없음 |
| 2009      |              |             | 13 / 128    | 1   | 나비 베리 | 테두리 없음 |
| 2018      | 204,199 (#3) | 11.04%      | 17 / 128    | 4   | 나비 베리 | 테두리 없음 |
| 2022      | 190,161 (#3) | 10.52%      | 15 / 128    | 2   | 나비 베리 | 테두리 없음 |

## 같이 보기
- 레바논 내전
- 레바논군
- 남레바논군
- 인민 해방군 (레바논)
- 난민촌 전쟁
- 레바논 내전의 무기

## 참고 문헌
- Augustus R. Norton, Amal and the Shi'a: Struggle for the Soul of Lebanon, Austin and London: University of Texas Press, 1987.
- Afaf Sabeh McGowan, John Roberts, As’ad Abu Khalil, and Robert Scott Mason, Lebanon: A Country Study, area handbook series, Headquarters, Department of the Army (DA Pam 550-24), Washington D.C. 1989. -
- Byman, D., Deadly Connections: States that Sponsor Terrorism, Cambridge, Cambridge University Press, 2005.
- 에드거 오볼런스, Civil War in Lebanon, 1975–92, Palgrave Macmillan, London 1998. ISBN 978-0-333-72975-5
- Fawwaz Traboulsi, Identités et solidarités croisées dans les conflits du Liban contemporain; Chapitre 12: L'économie politique des milices: le phénomène mafieux, Thèse de Doctorat d'Histoire – 1993, Université de Paris VIII, 2007. (in 프랑스어) –
- Nasr, Vali, The Shia Revival, New York, W.W. Norton & Company, 2006.
- Palmer-Harik, J., Hezbollah: The Changing Face of Terrorism, London, I.B. Tauris & Co Ltd, 2004.
- Magnus Ranstorp, Hizb'allah in Lebanon: The Politics of the Western Hostage Crisis,New York, St. Martins Press, 1997.
- Seyyed Ali Haghshenas, "Social and political structure of Lebanon and its influence on appearance of Amal Movement, " 이란, 테헤란 2009.
- Robin Wright, Sacred Rage, Simon and Schuster, 2001.
- Fouad Ajami, "Gadhafi and the Vanished Imam", Wall Street Journal, May 17, 2011.
- Tom Najem and Roy C. Amore, Historical Dictionary of Lebanon, Second Edition, Historical Dictionaries of Asia, Oceania, and the Middle East, Rowman & Littlefield Publishers, Lanham, Boulder, New York & London 2021. ISBN 9781538120439, 1538120437